# Jens Jeremies
Jens Jeremies (* 5. března 1974, Görlitz) je bývalý německý fotbalista, narozený na území někdejšího Východního Německa. Nastupoval především na postu záložníka.
S německou reprezentací získal stříbrnou medaili na mistrovství světa 2002. Hrál též na mistrovství světa 1998 a na dvou šampionátech evropských (2000, 2004). Celkem za národní tým odehrál 55 utkání a vstřelil 1 gól.
S Bayernem Mnichov vyhrál v sezóně 2000/01 Ligu mistrů a následně získal Interkontinentální pohár 2001. Šestkrát se s Bayernem stal mistrem Německa (1998/99, 1999/00, 2000/01, 2002/03, 2004/05, 2005/06) a čtyřikrát získal německý pohár (1999/00, 2002/03, 2004/05, 2005/06).
Hrál v Dynamu Drážďany (1993–1995), Mnichovu 1860 (1995–1998) a Bayernu Mnichov (1998–2006).